# Lophopoenopsis albosparsus
Lophopoenopsis albosparsus är en skalbaggsart som beskrevs av Monné M. A. och Monné M. L. 2007. Lophopoenopsis albosparsus ingår i släktet Lophopoenopsis och familjen långhorningar. Inga underarter finns listade i Catalogue of Life.